# ناعومي جروسمان
ناعومي جروسمان (بالإنجليزية: Naomi Grossman)‏ هي كاتبة سيناريو وممثلة أمريكية، ولدت في 2 فبراير 1975 بدنفر في الولايات المتحدة.

## أعمال

### مسلسلات
- الساحرة المراهقة سابرينا

## وصلات خارجية
- ناعومي جروسمان على موقع IMDb (الإنجليزية)
- ناعومي جروسمان على موقع ألو سيني (الفرنسية)
- ناعومي جروسمان على موقع قاعدة بيانات الفيلم (الإنجليزية)
- ناعومي جروسمان على موقع كينوبويسك (الروسية)